# Ontario International Airport
LA/Ontario International Airport (IATA: ONT, ICAO: KONT, FAA LID: ONT) tidigare och fortfarande mest känd som Ontario International Airport, är en internationell flygplats i Ontario i San Bernardino County, Kalifornien i östra delen av Los Angeles storstadsområdet. År 2008 flög 6,2 miljoner passagerare till eller från ONT. I ett försök att få passagerare att välja ONT istället för den högt belastade Los Angeles International Airport (LAX) marknadsför sig ONT numera som LA/Ontario International Airport.